# Moritz von Gagern
Moritz Carl Christian Philipp Freiherr von Gagern (* 18. August 1808 in Weilburg; † 2. Januar 1877 in Huis de Paauw bei Wassenaar) war ein nassauischer Beamter und Politiker und Abgeordneter der 1. Kammer der Landstände des Herzogtums Nassau.

## Familie
Moritz von Gagern war der Sohn des Staatsmanns Hans Christoph Ernst von Gagern (1766–1852) und dessen Frau Caroline (genannt: Charlotte) Freiin von Gaugreben (1776–1881).
Moritz von Gagern heiratete am 28. Mai 1838 in Biebrich Auguste geborene Freiin von Wintzingerode (* 10. März 1812; † 14. Juli 1843 in Neuwied). Moritz von Gagern war evangelisch.

## Leben
Moritz von Gagern besuchte 1824 bis 1826 das Gymnasium Weilburg und studierte dann Rechtswissenschaften an den Universitäten Heidelberg, Utrecht und Göttingen. 1829 trat er in den nassauischen Staatsdienst ein und wurde 1831 bis 1836 Amtsakzessist im Amt Königstein. Ab 1836 war er für die Regierung des Herzogtums Nassau tätig. 1837 wurde er Assessor, 1840 Regierungsrat und Referent für protestantische Kirchenangelegenheiten, 1839 Kammerherr. Im Jahr 1844 wurde er zum nassauischen Kommissar bei der Rheinschiffahrtskommission ernannt. 1851 bis 1855 war er Kreisamtmann im Kreisamt Rüdesheim, 1855 bis 1860 Amtmann im Amt St. Goarshausen. 1860 bis 1866 war er Direktor der Rechnungskammer. 1866 wurde er zum Amtmann im Amt Diez und zum Geheimen Rat ernannt. 1867 trat er in den Ruhestand. Er war Kämmerer und Berater des Hauses Wied.

## Politik
1846 bis 1848 war er als Vertreter des Fürsten zu Wied Mitglied der Ersten Kammer der Landstände des Herzogtums Nassau.